# Semnul fiarei
O viziune preteristă a Semnului fiarei este imaginea cu capul împăratului care se afla pe fiecare monedă a Imperiului Roman: imaginea din mâna sau mintea tuturor, fără de care nimeni nu ar putea cumpăra sau vinde. Alte interpretări spun că Semnul fiarei se referă la banii din timpurile moderne sau că Semnul fiarei este sabatul fals, în timp ce Semnul lui Dumnezeu ar fi adevăratul Sabat.
Semnul fiarei este menționat de mai multe ori și i se atribuie un sens special. Prima mențiune a semnului fiarei este legată de descrierea unei fiare, adică a unei puteri din timpul sfârșitului care încearcă să impună anumite reguli de conduită tuturor locuitorilor pământului.